# 夏鑾
夏鑾（1802年—1854年），字鳴之，江蘇江寧府上元縣人。附學生出身，以從九品發往廣西。天地會陳亞貴在廣西起事，夏鑾在荔浦、修仁招募鄉勇剿匪，獲保舉為府經歷。與褚汝航治湘軍水師，凡器械之屬及營制，多經夏鑾定制。復岳州、湘潭，歷保府同知。城陵磯之役，褚汝航統水師進擊，夏鑾於陸路設伏互應。進剿至白螺磯蘆葦中，躍入水中戰死。何南青也一同戰死。清廷均賜卹如例。